# Ординар
Ордина́р (лат. звичайний) — середня (за багато років) висота води в річках, затоках та окремих пунктах морського узбережжя. Коливання рівня фіксується вище або нижче нуля у сантиметрах і метрах за допомогою приладів, найпростішим з яких є футшток.